# Cristoforo (cognome)
Cristoforo è un cognome di lingua italiana.

## Varianti
Cristofalo, Cristofani, Cristofanini, Cristofano, Cristofaro, Cristoferi, Cristofoletti, Cristofoli, Cristofolo, Cristoforetti, Cristofori, Cristoforini, De Cristofaro, De Cristoforis, De Cristoforo, Di Cristoforo, Fanelli, Fanini, Fanuzzi, Foli, Folin, Folini, Folletti, Folli, Follini, Tofanati, Tofanelli, Tofani, Tofanini, Tofano, Toffali, Toffanelli, Toffani, Toffanin, Toffanini, Toffetti, Toffolet, Toffoletti, Toffoli, Toffolini, Toffolo, Toffolon, Toffoloni, Tofful.

## Origine e diffusione
Cognome tipicamente centrale, è presente prevalentemente in Emilia e Toscana.
Potrebbe derivare dal prenome Cristoforo.
Le varianti Cristofolo e Cristofano sono centro-settentrionali, con maggiore concentrazione in Veneto, Toscana e Emilia; Cristofalo, Cristofaro, De Cristoforo e Di Cristoforo sono meridionali; Tofano, Fanelli e Folli sono centro-settentrionali, soprattutto marchigiani, lombardi, piemontesi e del Triveneto.

## Persone
- Alberto Cristofori (n. 1961) – scrittore e traduttore italiano
- Bartolomeo Cristofori (1655-1732) – artigiano italiano, costruttore di clavicembali e altri strumenti a tastiera
- Carlo Cristofori (1813-1891) – cardinale italiano